# Maria Jane Taylor
Maria Jane Dyer (16 de janeiro de 1837 – 23 de julho de 1870) foi uma missionária cristã protestante britânica na China e "Mãe" da Missão Para o Interior da China com seu marido, o fundador James Hudson Taylor . Ela foi uma missionária e educadora pioneira lá por 12 anos (de 1852 a 1860 e de 1866 a 1870). Em 1858, ela se casou com Taylor e foi de inestimável influência para ele. Em seu tempo na Missão, ela foi fundamental no treinamento de mulheres solteiras para serem missionárias na China, em um tempo em que as oportunidades para as mulheres servirem dependiam anteriormente de um marido missionário.

## Raízes britânicas e malaias

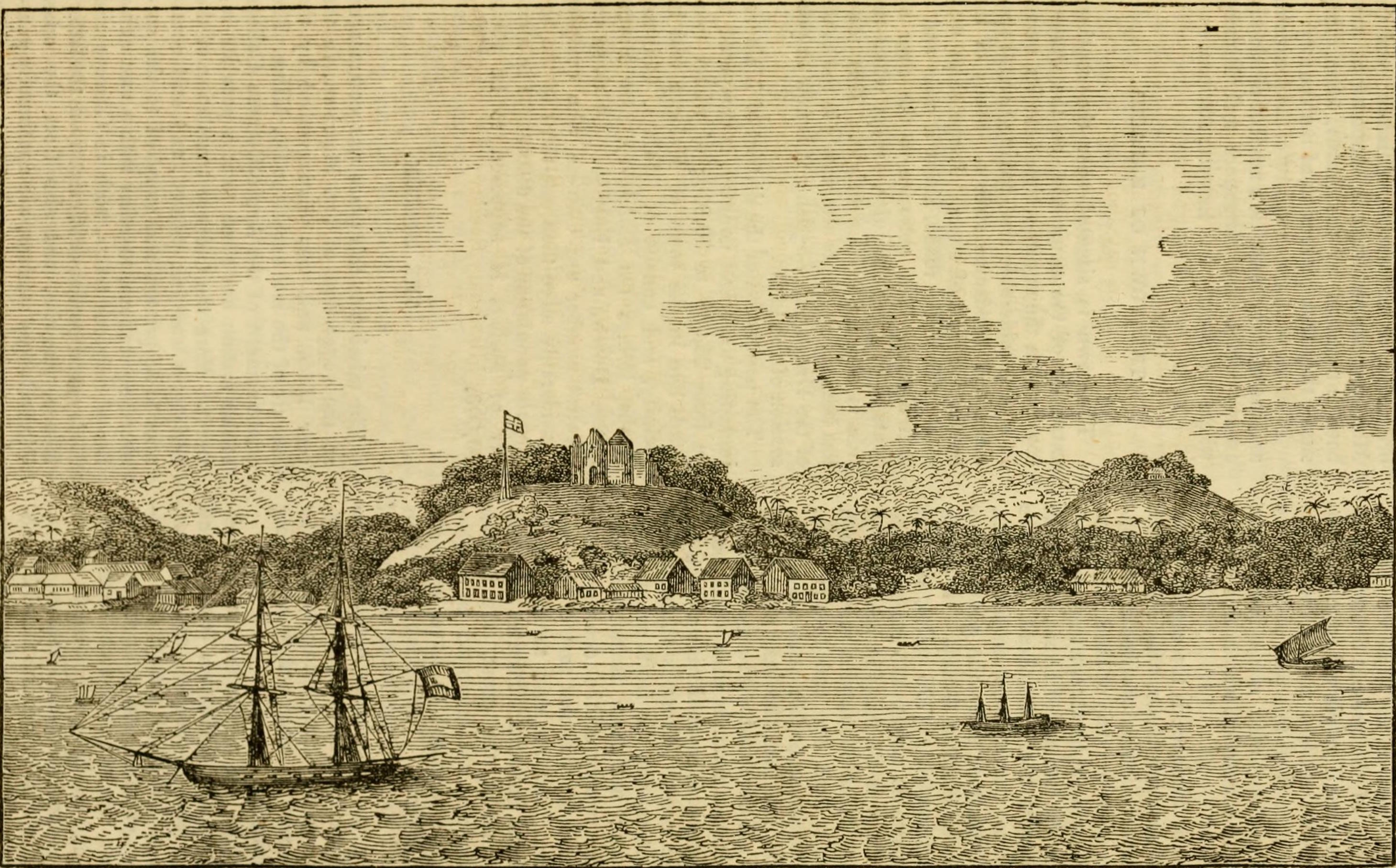
Maria Dyer nasceu nos Estabelecimentos dos Estreitos britânicos de Malaca. A imagem mostra o porto em 1831, pouco antes de ela nascer.

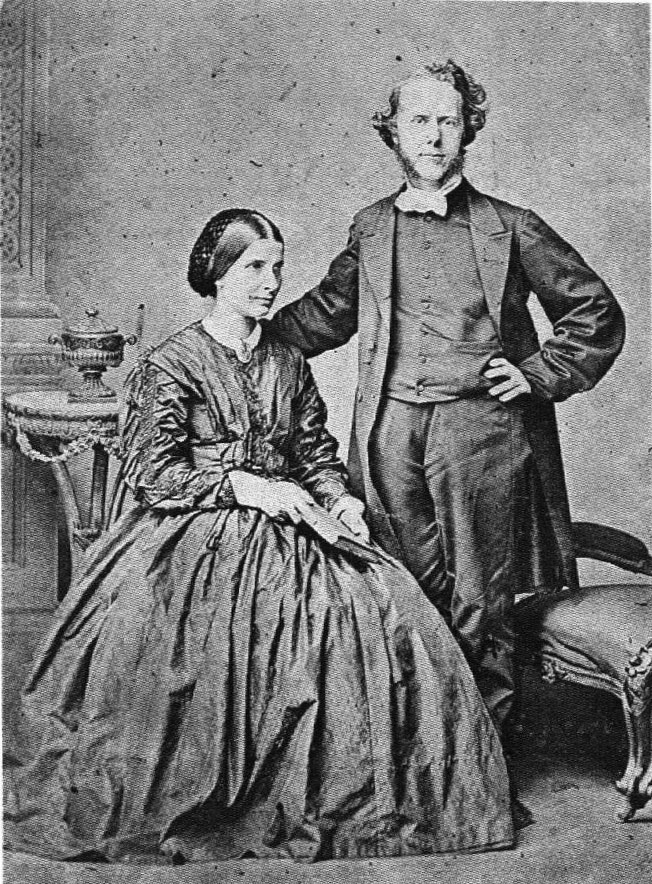
Hudson & Maria Taylor em 1865

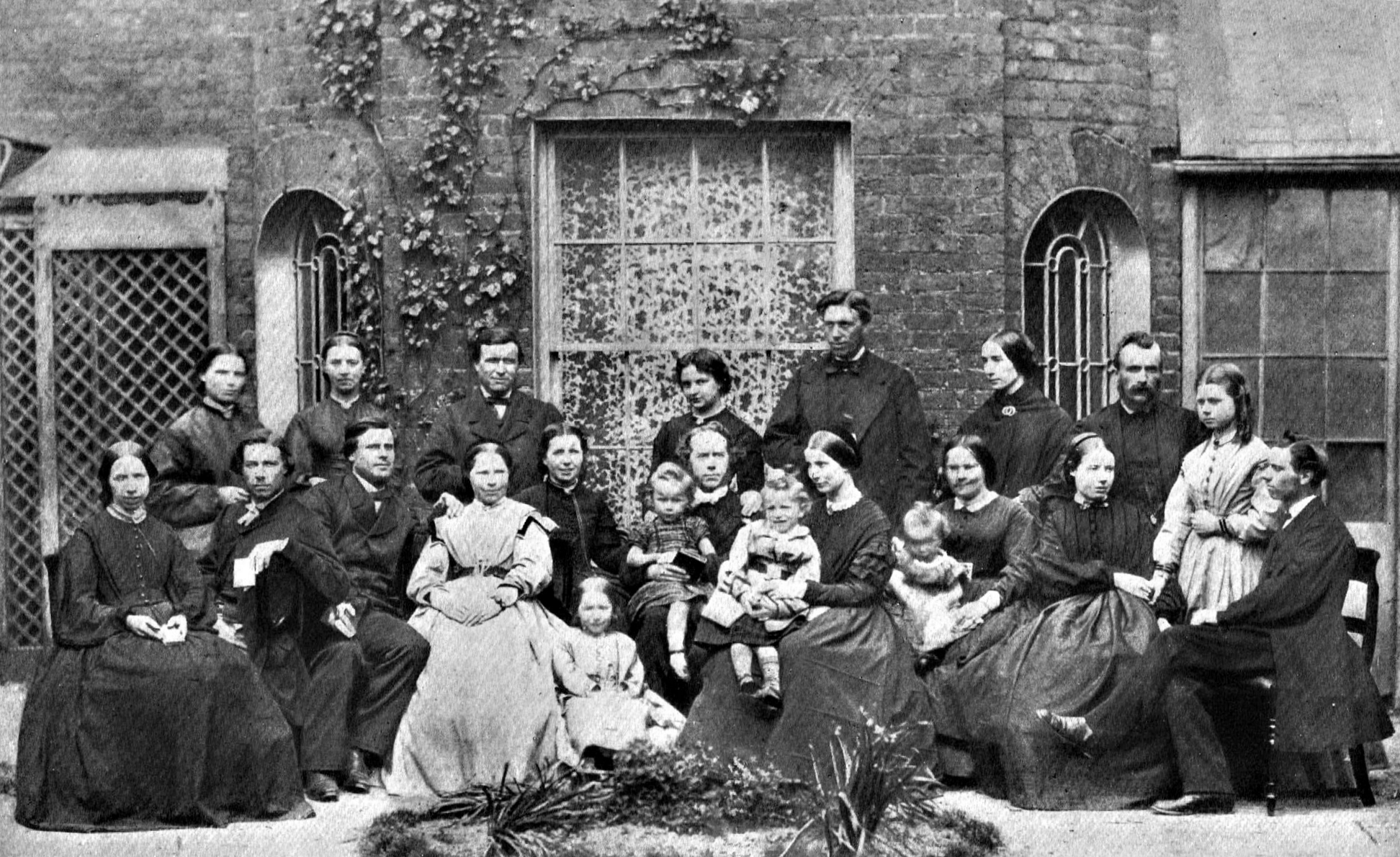
Maria e Hudson são retratados no centro da foto do "Grupo do Lammermuir" em 1866

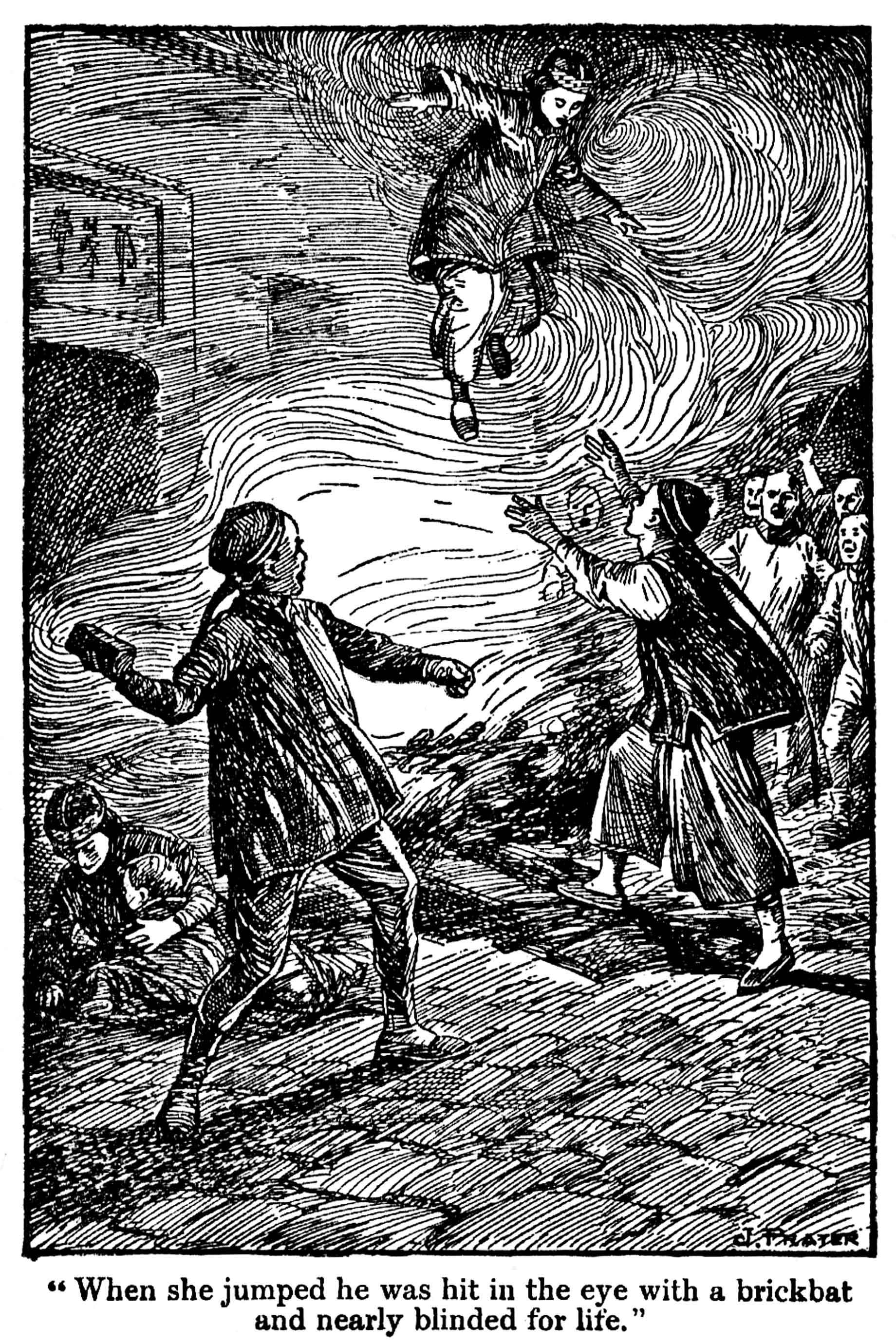
Maria saltou de uma casa em chamas em Yangzhou em 1868.

Maria era a filha mais nova do Rev. Samuel Dyer e sua esposa Maria Tarn, da Sociedade Missionária de Londres, que foram missionários pioneiros para os chineses em Penang, Malásia e Malaca, onde ela nasceu. Seus pais morreram antes que ela tivesse dez anos. Maria foi a segunda filha sobrevivente. Nascida em Malaca, ela não viu a Inglaterra até os dois anos de idade. Mesmo assim, a estada foi breve e ela chamou a China de seu lar. Seu pai morreu enquanto estava em Macau em 1843, quando Maria tinha apenas seis anos. Sua mãe se casou novamente, mas ela também morreu no campo missionário em Penang em 1846. Maria, seu irmão e sua irmã viveram na Inglaterra após a morte de seus pais. Todos os três filhos foram criados na Inglaterra pelo tio materno e todos eles futuramente dedicaram suas vidas adultas ao trabalho missionário na China.

## Vida em Ningbo
Em 1853, aos 16 anos, Maria viajou para a China com sua irmã, Burella, e elas viveram e trabalharam em uma escola para meninas em Ningbo, administrada por uma das primeiras missionárias para os chineses, Mary Ann Aldersey, uma velha amiga da mãe delas. Foi lá que ela conheceu e, em 1858, casou-se com Hudson Taylor, apesar da oposição total de Aldersey.
Maria Taylor tinha uma educação melhor do que o marido e era de uma origem social diferente. Ela era tão fluente em Ningbo que conseguia ler um livro em inglês e, ao mesmo tempo, traduzir para falá-lo para uma classe. Sua fluência no dialeto Ningbo fez com que ela fosse  capaz de imediatamente iniciar uma pequena escola primária. Como um casal, os Taylor também cuidaram de um menino adotivo chamado Tianxi em Ningbo, além de cinco meninos chineses que Taylor estava ajudando. Eles tiveram um filho que morreu no final de 1858. Sua primeira filha sobrevivente, Grace Dyer Taylor, nasceu em 1859. Pouco depois de seu nascimento, os Taylors assumiram todas as operações no hospital em Ningbo administradas pelo Dr. William Parker. Além disso, eles cuidavam de uma jovem chinesa chamada Ensing e de cinco outros meninos chineses.
Em 1860, os Taylor foram para a Inglaterra para que Hudson pudesse recuperar sua saúde. Mas para Maria, a China ainda era sua casa.
Seu segundo filho, Herbert Hudson Taylor, nasceu em Londres em 1861. Mais filhos nasceram dos Taylor: Frederick Howard Taylor, 1862; Samuel Dyer Taylor, 1864; e Jane Dyer Taylor, 1865 (natimorta).
Em Londres, Maria ajudou Hudson a escrever "China's Spiritual Need and Claims", que teve um enorme impacto nas missões cristãs no século XIX.

## Retorno à China
Em 26 de maio de 1866, após mais de cinco anos trabalhando na Inglaterra, Maria e Hudson Taylor e seus quatro filhos partiram para a China com sua nova equipe de missionários, o Grupo do Lammermuiry, a bordo do navioLammermuir . A viagem de quatro meses era considerada rápida para a época. Enquanto estava no Mar da China Meridional e também no Oceano Pacífico, o navio quase afundou, mas sobreviveu a dois tufões . Eles chegaram em segurança a Xangai em 30 de setembro de 1866.
A chegada do maior grupo de missionários já enviado à China - bem como sua intenção de se vestir com roupas nativas - deu muito o que falar na instalação estrangeira em Xangai, e algumas críticas começaram a ser dirigidas à jovem Missão Para o Interior da China. O grupo de missionários, inclusive as mulheres, vestia roupas chinesas, não obstante isso ser considerado um tanto escandaloso à época. Eles viajaram pelo Grande Canal da China para fazer o primeiro assentamento na cidade de Hangzhou, que então estava devastada pela guerra. Eles então tiveram outra filha na China (Maria Hudson Taylor).
Sua filha mais velha, Grace, morreu durante seu primeiro ano na China. Maria sentiu profundamente a perda e derramou suas emoções na poesia, como havia feito antes na vida, após a morte de seus pais.
Em meio à luta do primeiro ano de volta à China, ela escreveu:
| “ | Quanto aos severos julgamentos do mundo, ou aos mais dolorosos mal-entendidos dos irmãos cristãos, geralmente sinto que o melhor plano é continuar com nosso trabalho e deixar que Deus justifique nossa causa. | ” |

Quando as jovens missionárias da Missão chegavam para trabalhar na China, Maria as treinava na compreensão do chinês, na adaptação à cultura chinesa e no trabalho missionário.
O ano de 1868 trouxe outro filho (Charles Edward Taylor) para a família Taylor e, em 1870, Hudson e Maria tomaram a difícil decisão de enviar seus três filhos mais velhos (Bertie, Freddie e Maria - Samuel morrera no início daquele ano) para casa para Inglaterra. No mesmo ano, Noel nasceu, embora ele tenha morrido de desnutrição duas semanas depois devido a Maria não ter condições de amamentá-lo. Maria morreu alguns dias depois em sua casa em Zhenjiang, e a causa oficial da morte foi cólera . O pequeno cemitério protestante onde ela foi enterrada em Zhenjiang era onde Hudson também queria ser sepultado. Ele a seguiu até lá em 1905. O próprio cemitério foi destruído durante a Revolução Cultural Chinesa pelos Guardas Vermelhos na China como parte da campanha Destruição dos Quatro Velhos. Hoje existem edifícios industriais sobre o local.
A morte de Maria abalou Hudson Taylor profundamente e, em 1871, com sua saúde se deteriorando, ele voltou para a Inglaterra para se recuperar e cuidar dos itens de negócios envolvidos no trabalho missionário.
Dos nove filhos de Maria e Hudson, três morreram ao nascer e dois na infância. Os quatro que atingiram a idade adulta tornaram-se todos missionários na Missão para o Interior da China. Em 1897, a única filha sobrevivente de Hudson & Maria, Maria Hudson Taylor, esposa de John Joseph Coulthard, morreu em Wenzhou, deixando marido e quatro filhos pequenos. Ela foi fundamental para levar muitas mulheres chinesas ao cristianismo durante sua curta vida.

## Legado
Os descendentes de Hudson e Maria Taylor continuaram seu ministério de tempo integral nas comunidades chinesas em Hong Kong e Taiwan, incluindo o falecido Rev. James Hudson Taylor III (1929–2009; 戴 紹 曾 牧師) e seu filho Rev. James Hudson Taylor IV (戴繼宗 牧師).